# Nintendo DS Lite
Ne doit pas être confondu avec Nintendo 3DS.
La Nintendo DS Lite (ニンテンドーDS Lite, Nintendō Dīesu Raito) est la version redessinée de la Nintendo DS. Annoncée pour la première fois le 26 janvier 2006 et sortie le 2 mars la même année au Japon au prix de 16000¥ (140$). La console est arrivée aux États-Unis le 11 juin 2006 et en Europe le 23 juin 2006 au prix de 150,00 €.
Les modifications par rapport à la DS sont :
- 41 % plus petite et 21 % plus de compacité que la DS originale
- Deux écrans beaucoup plus lumineux et contrastés (éclairage réglable selon 4 niveaux de luminosité, permettant une visibilité agréable dans un environnement lumineux)
- Croix directionnelle réduite de 16 % par rapport à la DS originale ; en revanche les boutons A/B/X/Y gardent les mêmes dimensions que sur la première version de DS. Les boutons Start et Select se retrouvent désormais sous les boutons A/B/X/Y.
- Stylet d'un diamètre supérieur d'1 mm et plus long d'1 cm par rapport au stylet d'origine. Il se range latéralement.
- Durée de la batterie : 15-19 heures de jeu avec la luminosité la moins forte, 5 heures de jeu avec la luminosité la plus forte.
- Port Game Boy Advance moins profond : les cartouches GBA dépassent de 1,2 cm. De plus le port est comblé par une cartouche vierge ce qui permet d'éviter la détérioration et permet de compléter le design de la console (l'emplacement des cartouches Game Boy Advance peut être utilisé pour y insérer des  accessoires comme une cartouche vibrante).
- La dragonne n'est plus fournie.
- Design proche de celui de la Nintendo Wii, croix directionnelle identique à celle de la Game Boy Micro.
- Microphone déplacé entre les deux écrans.
- Bouton Power, avec système à glissière, placé sur le côté droit de la console.
- Le réglage du volume sonore est plus précis
- 8 coloris sont parus en Europe : Blanc, Noir (disponibles au lancement), Rose, Argent, ainsi que Rouge, Bleu, Vert et Turquoise.

## Couleurs et éditions limitées

### Couleurs
- Japon : Crystal White (blanc), Ice Blue (bleu clair), Enamel Navy (bleu marine), Noble Pink (rose), Metallic Pink (rose métal), Jet Black (noir), Gloss Silver (argent), Crimson/Black (rouge et noir) et Cobalt/Black (bleu et noir)

- États-Unis : Polar White (blanc), Coral Pink (rose), Onyx (noir), Crimson/Black (rouge et noir) et Cobalt/Black (bleu et noir)

- Europe : Blanc éclatant, noir brillant, rose, argent, rouge sang, bleu glace et vert Yoshi. En France, lors de la sortie initiale en juin 2006 seuls les coloris blanc et noir étaient disponibles, les autres coloris étant apparus plus tard[2]: rose en octobre 2006, argent en octobre 2007, et rouge, bleu et vert au printemps 2008.

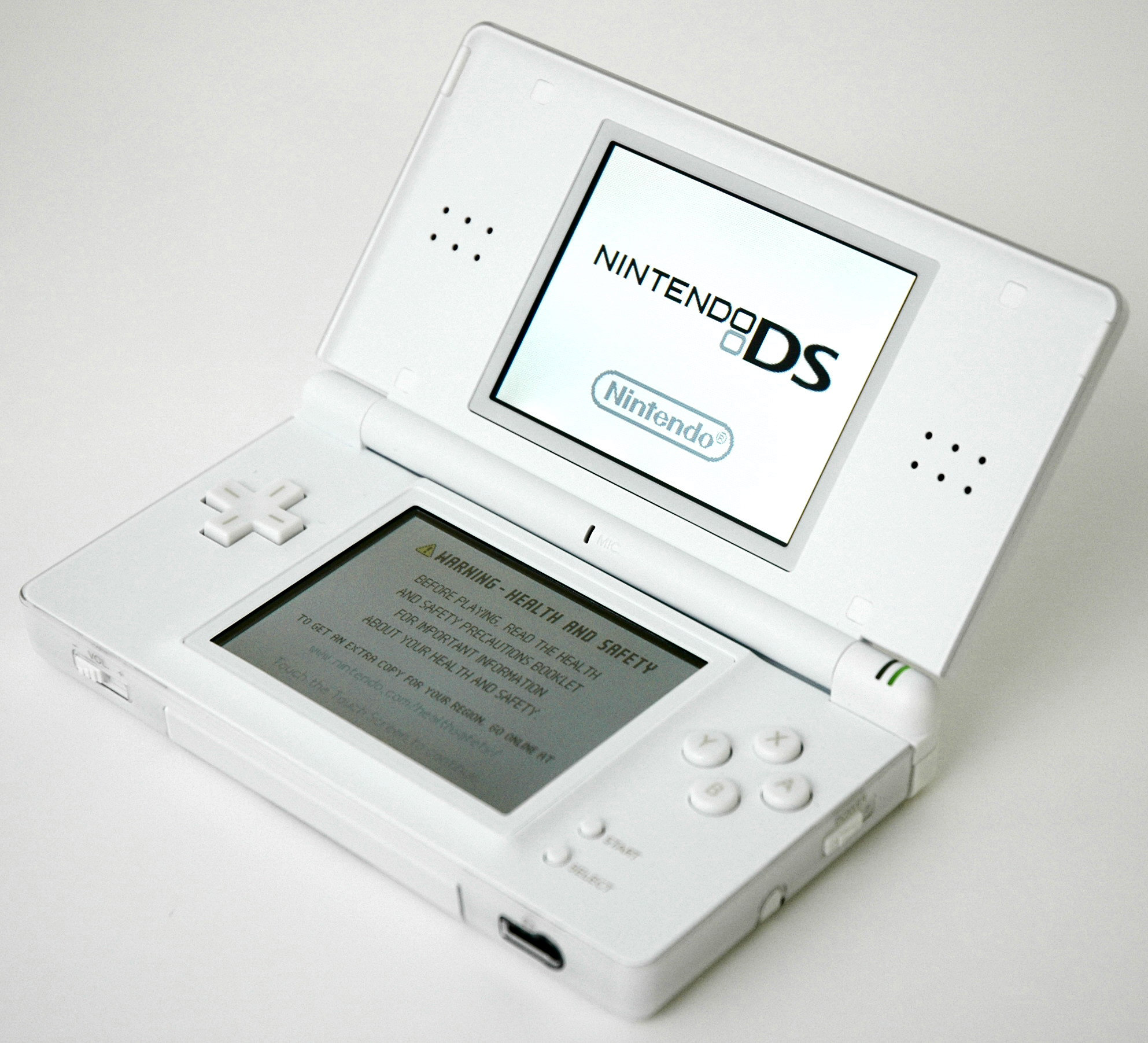
Nintendo DS Lite Blanche
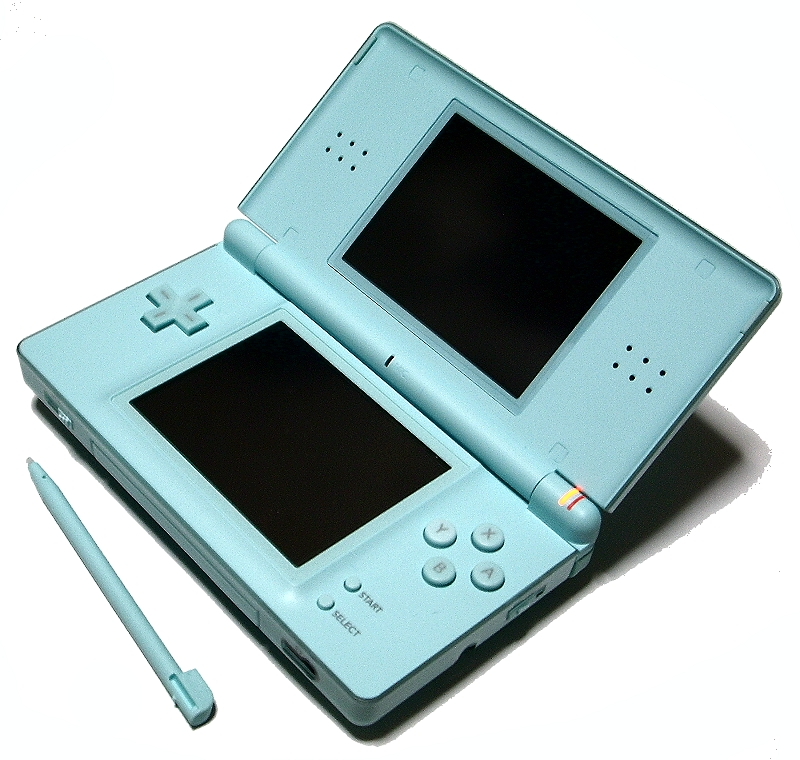
Nintendo DS Lite Ice Blue
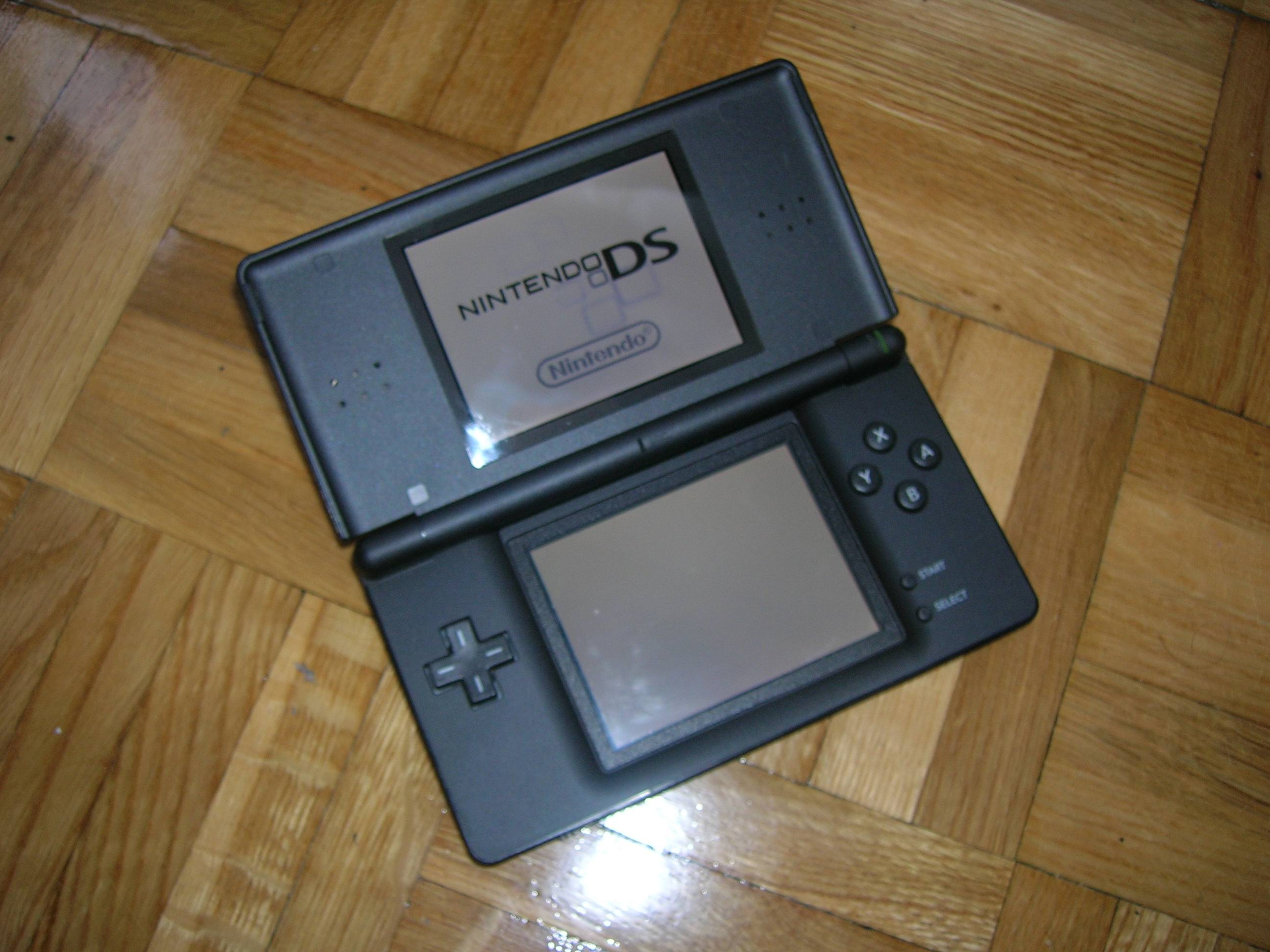
Nintendo DS Lite Noire
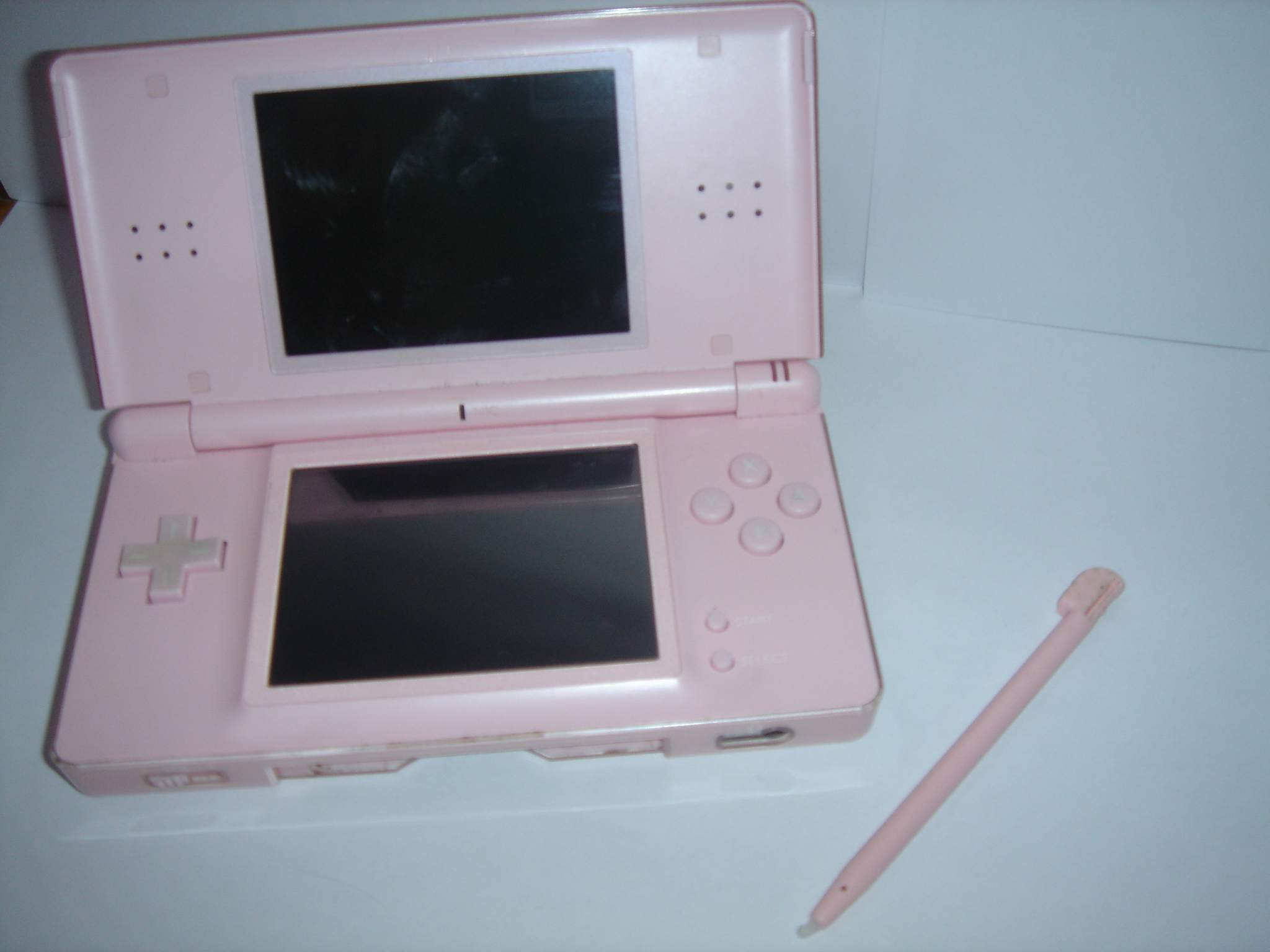
Nintendo DS Lite Rose
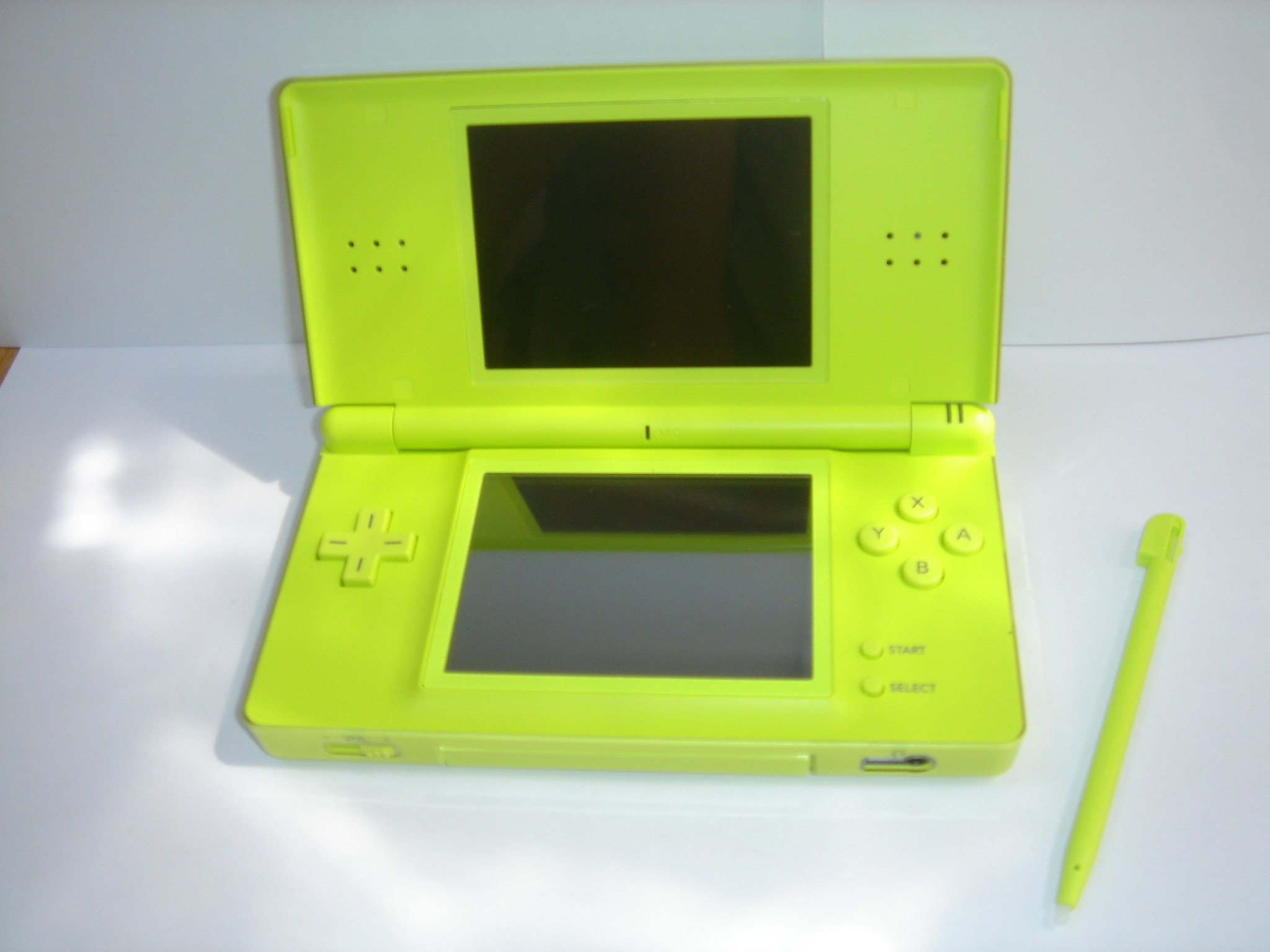
Nintendo DS Lite Vert Pomme

### Éditions limitées
Nintendo a commercialisé différentes éditions limitées depuis la sortie de la DS Lite :[réf. nécessaire]
- Mario Edition
- Naruto
- DragonBall
- Final Fantasy III Edition
- Pokémon DAISUKI Club Edition
- Pokémon Dialga et Palkia Edition
- Jump Ultimate Stars Edition
- Love and Berry Edition
- Winning Eleven Edition
- Mario vs. Donkey Kong Edition

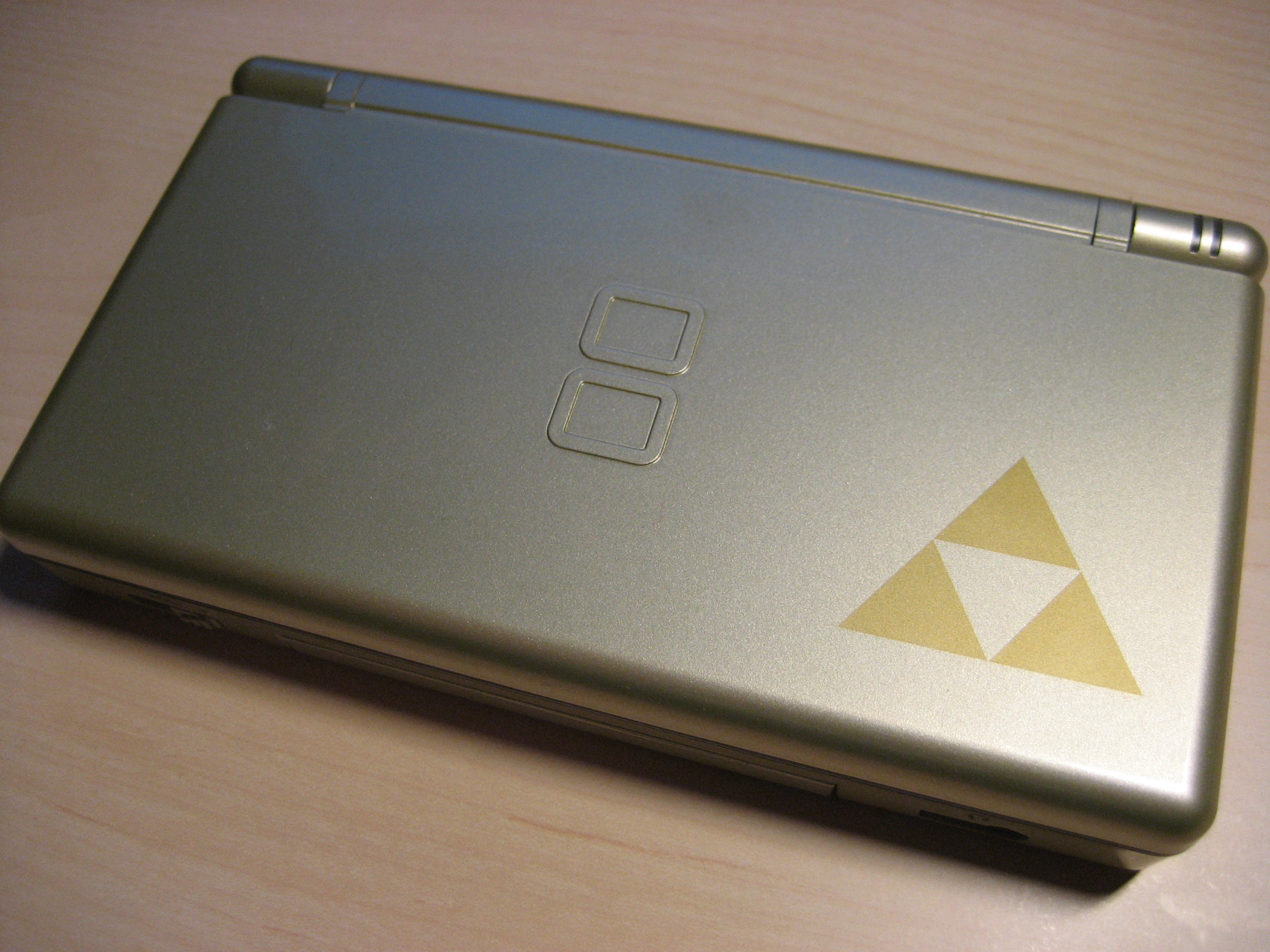
Zelda Triforce

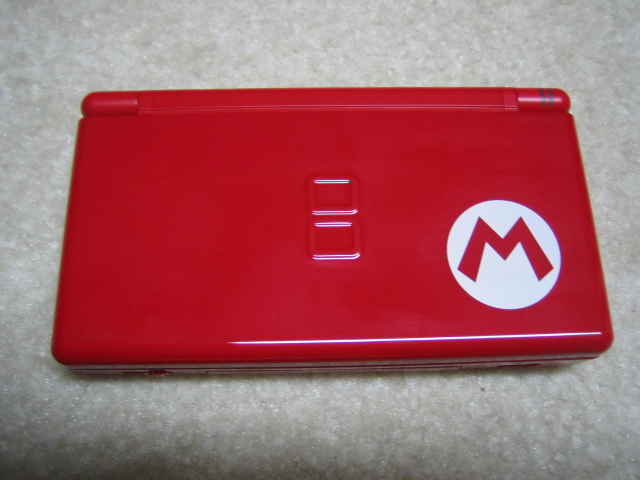
Nintendo DS Mario Edition

- The Legend of Zelda Triforce Edition
- Final Fantasy XII Revenant Wings Sky Pirates Edition
- Pirates of the Caribbean Edition
- Seattle Mariners Edition
- Pokémon Center Pikachu Edition
- RX-93 ν Gundam Edition
- Wonderful World Edition
- Kirby: Squeak Squad Edition
- Final Fantasy Crystal Chronicles: Ring of Fates Gemini Edition
- Nintendo Connection Tour '07 Edition
- Wario: Master of Disguise Edition
- Super Mario 64 DS iQue DS Edition
- The Legend of Zelda: Phantom Hourglass Edition
- Nintendogs Edition
- Warhammer 40,000: Squad Command Edition
- Crimson/Black Dragon iQue DS Edition
- Guitar Hero: On Tour Edition
- Honeyee x Fragment Design
- Bape Milo Edition
- Nintendogs
- My Sims
- Final Fantasy IV